# 丘斯皮庫查湖 (瓦羅奇里)
丘斯皮庫查湖（Ch'uspiqucha），是秘魯的湖泊，位於該國中南部利馬大區，處於科爾克普克羅山以南和皮蒂科查湖以北，長1.02公里、寬0.4公里，海拔高度4,625米。